# Шевалье, Шарль Луи
Шарль-Луи Шевалье́ (фр. Charles Louis Chevalier; 19 апреля 1804, Париж — 21 ноября 1859, Париж) — французский физик и оптик. Сделал много усовершенствований в разных математических и физических приборах, особенно в микроскопах. Ему обязаны устройством первых микроскопов с ахроматическими объективами (1823), введением двойных объективов в телескопах (1834), применением подобных объективов при дагерротипии. В 1841 году открыл в Париже фотоателье.

## Биография
Шарль Шевалье родился в семье известного оптика Венсана Шевалье (1770—1841) — владельца и руководителя оптической фирмы, основанной в 1760 году. В отцовской фирме он проработал вплоть до 1830 года. В этот период отец и сын Шевалье изобрели технологию изготовления солнцезащитных очков с напылением. Шарль Шевалье усовершенствовал конструкцию изобретённой отцом камеры-обскуры с линзой-призмой, разработал несколько собственных конструкций рисовальных аппаратов, камер-люцид для зарисовки с натуры и с помощью микроскопа.
В 1823 году, вместе с отцом он разработал первый вариант ахроматического объектива — это был четырёхлинзовый наборный объектив с плосковыпуклыми линзами. В 1825 году, использовав работы Эйлера по устранению хроматизма, он опытным путём установил, что наилучшие результаты достигаются в склеенном объективе, состоящем из отрицательной и положительной линз. Ахроматический объектив Шевалье сконструировал из двояковыпуклой линзы из крона (стекло с малым показателем преломления) и плоско-вогнутой линзы из флинта (стекло с большим показателем преломления), склеенных канадским бальзамом.
В 1826 году Шевалье стал невольным посредником знакомства будущих изобретателей фотографии Нисефора Ньепса и Луи Дагера, которые были его постоянными клиентами.
В 1827 году отец и сын Шевалье приступили к производству горизонтальных микроскопов собственной конструкции, который на французской национальной выставке в 1834 году был отмечен золотой медалью. В том же году Шарль Шевалье создал ахроматический портативный дорожный микроскоп, который в сложенном виде легко помещался в сумку.
Около 1839 года Ш. Шевалье разработал первый фотообъектив — линзу, представлявшую собой ахроматический мениск, состоящий из двояковогнутой линзы из флинта, склеенной с двояковыпуклой линзой из крона. В это время им была изобретена ирисовая диафрагма с металлическими лепестками (для фотообъектива), которая приводилась в действие системой реечного зацепления.
В 1849 году на Промышленной выставке в Париже Шарль Шевалье получил золотую медаль за дагеротипные снимки Пятигорска и окрестностей, выполненные с помощью его объектива С. Л. Левицким.
Среди сочинений Ш. Шевалье: «Sur l’usage des chambres obscures et des chambres claires» (1829); «Des microscopes et de leur usage» (1839); «Mélanges photographiques» (1844); «Manuel du physicien préparateur» (1853); «Guide du photographe» (1854) и др.